# Enchelynassa
Enchelynassa is een monotypisch geslacht van straalvinnige vissen uit de familie van de Murenen (Muraenidae).

## Soort
- Enchelynassa canina (Quoy & Gaimard, 1824)